# McDonaldizzazione

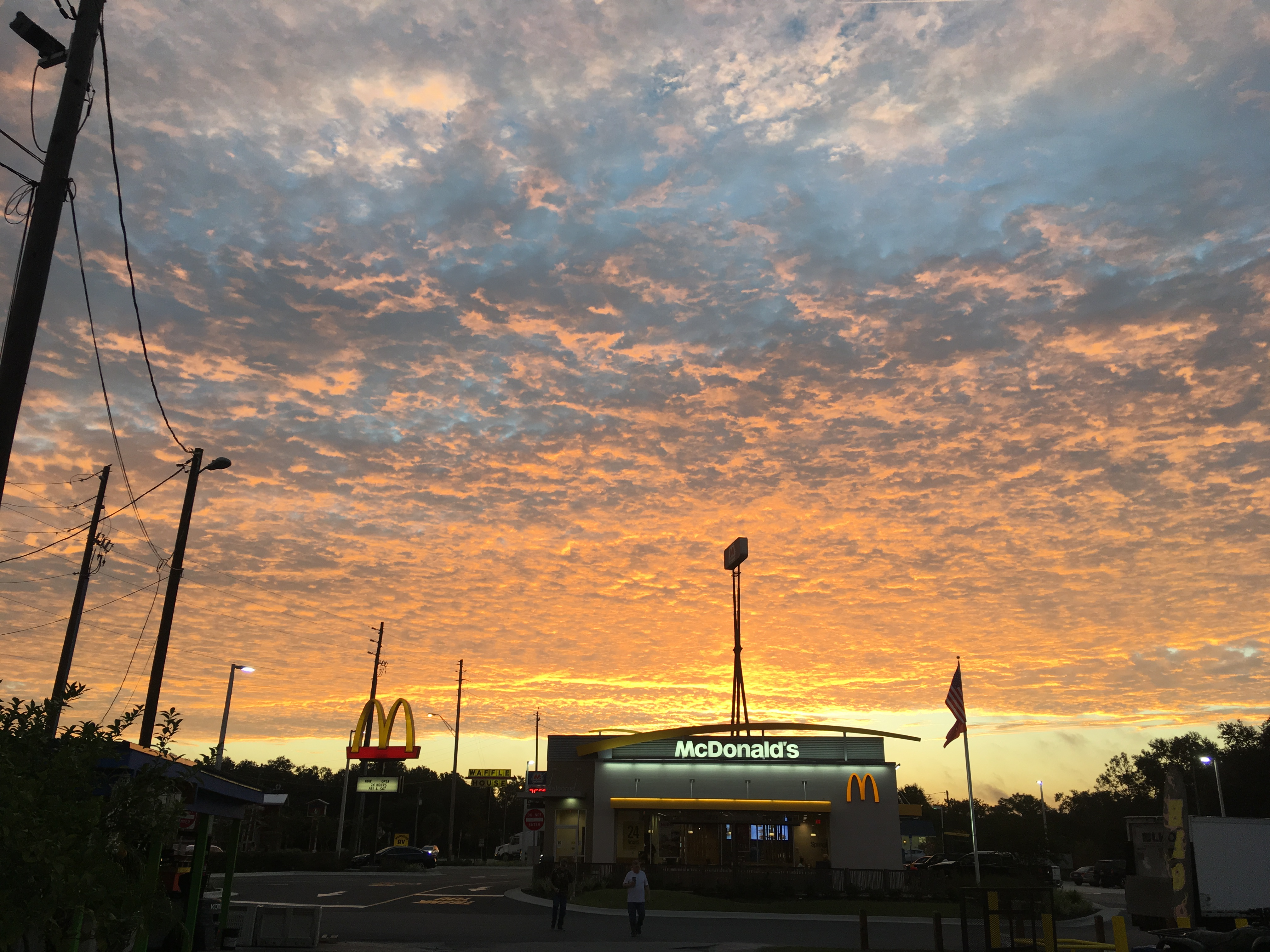
McDonald's a Wildwood, Florida

La McDonaldizzazione è il processo di omologazione, standardizzazione e spersonalizzazione delle merci e della produzione, caratterizzato dalla velocità dei consumi. Il termine è stato introdotto nel 1993 dal sociologo statunitense George Ritzer nel suo saggio "La McDonaldizzazione della società" per descrivere il fenomeno di iper-razionalizzazione della società contemporanea globalizzata, prendendo spunto dal modello economico e produttivo della catena multinazionale di fast food McDonald's: si presuppone la riproducibilità universale dei principi di efficienza, calcolabilità, prevedibilità e controllo, attraverso la sostituzione della forza lavoro umana con quella di tecnologie non-umane.
In senso stretto McDonaldizzare significa sviluppare ristoranti economici concepiti come catene di montaggio, facili da esportare in altri luoghi tramite la vendita di diritti d'uso o di royalty (quota sul profitto).
Prendendo spunto dalla politica del lavoro attuata dalla società di fast food McDonald's in varie parti del mondo, questo fenomeno si lega ai concetti di globalizzazione e americanizzazione: la diffusione mondiale del sistema di produzione del capitalismo industriale ha generato una grande quantità di merci standardizzate ed economicamente accessibili a un sempre più vasto pubblico di consumatori. Allo stesso tempo si assiste all'espansione delle idee, usanze, modelli sociali, industria e capitale americani nel mondo, che produce un appiattimento culturale a livello globale.
Così come il sociologo Max Weber, anche Ritzer individua nel processo di razionalizzazione della McDonaldizzazione il rischio dell'irrazionalità: tra i principali effetti del fenomeno ci sono l'alienazione dei lavoratori e la disumanizzazione del lavoro, dei consumatori e delle relazioni.

## Pre-McDonaldizzazione: uno sguardo storico

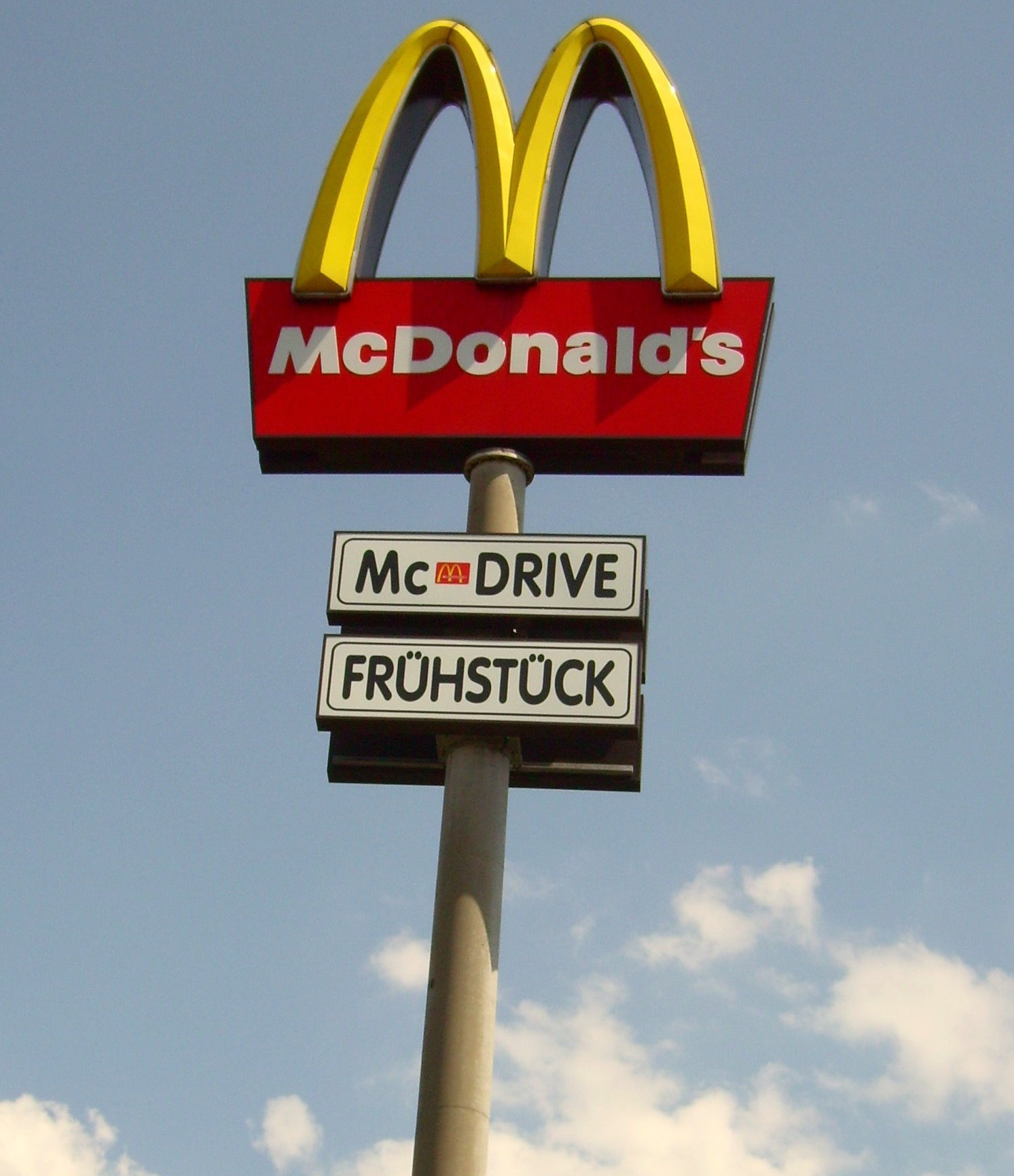
L'iconica insegna di McDonald's

La McDonaldizzazione è un modello economico-culturale che si pone come obiettivo quello di regolare i principi di efficienza, calcolabilità, prevedibilità e controllo durante il processo di produzione. Il tentativo di avere il controllo su questi principi si deve a Frederick Taylor, il primo a teorizzare un modello organizzativo-manageriale con alto grado di efficienza e produttività. La posizione di Taylor può essere riassunta da una frase del suo saggio The principles of scientific management : “in the past man have been first, but in the future the system will be first”. Per Taylor l'inefficienza produttiva delle aziende del suo tempo, poteva essere risolta adottando un metodo di lavoro ripetitivo e parcellare in cui si sarebbero susseguite attività “meccaniche” per ciascuna delle quali sarebbe stato definito uno specifico obiettivo di produttività.
In particolare egli propose la soluzione di quest'inefficienza nelle aziende a partire da tre requisiti fondamentali:
- Attività di recruitment mirato: attività di selezione del personale in funzione delle capacità del singolo individuo, nell'ottica di alzare al massimo il suo livello di rendimento;
- Instaurazione di rapporti di stima tra lavoratori e direzione;
- Creazione di specifici settori di controllo della produzione: introduzione di tanti superiori quanti sono gli step necessari a portare a termine l'intero processo. Ogni superiore dev'essere dotato di specifiche capacità analitiche che lo mettano nelle condizioni di valutare adeguatamente l'operato dei suoi sottoposti.

In generale questi tre elementi servono all'obbiettivo di efficienza e di portare alla “massima prosperità” non solo ogni ramo del processo, ma anche ogni singolo individuo, mettendolo nelle migliori condizioni di rendimento. 
Se Taylor fu in grado di formulare visionarie teorie sulla produzione, dando vita al concetto di management industriale, Henry Ford fu il primo a saperle applicare con successo. Egli tuttavia non si limitò a questo, ma fu capace di innovare profondamente il settore produttivo introducendo la catena di montaggio e il nastro trasportatore, che aveva visto in funzione nelle grandi macellerie di Chicago.
Henry Ford creò nel 1903 l'industria automobilistica della Ford Motor Company. Mentre le altre industrie fallivano a causa dei prezzi alla vendita troppo elevati per impiegati e operai, la Ford non solo rimase in pista, ma diventò padrona del settore proprio grazie all'adozione di questo metodo produttivo rivoluzionario (si pensi che grazie alla catena di montaggio passò dal produrre 82 000 Ford T nel 1912 a 600 000 esemplari nel 1916). Una volta guadagnato il monopolio del mercato automobilistico, grazie alle ingenti entrate, Ford poté permettersi di alzare il salario dei suoi operai da 2,5 a 5 $ all'ora, diminuendo anche le ore di lavoro giornaliere, che passarono da 9 a 8. Così facendo Ford non solo migliorò la qualità della vita dei suoi operai, ma ne aumentò anche il potere d'acquisto; il risultato fu che gli operai stessi divennero possibili acquirenti delle macchine che producevano: è l'alba della società dei consumi. In ultima analisi la Ford, grazie alle sue pionieristiche trovate, è ancora oggi considerato il marchio che è stato in grado di rivoluzionare il trasporto su gomma, ma soprattutto il modo stesso di fare industria.
L'industria McDonald's e dunque il processo di McDonaldizzazione sono semplicemente un'evoluzione del taylorismo, del fordismo e in generale del processo di produzione su larga scala, che punta non tanto alla qualità, ma alla quantità del produzione. Infatti McDonald's non offre ai suoi clienti un “Delicious Mac”, ma preferisce proporre loro un “Big Mac”. 
Uno dei pochi modelli che nel corso degli anni si è opposto, per lo meno concettualmente, alla produzione di massa è stato quello del Toyotismo o Toyota Production System. Il suo motto è “make more, with less” e si pone come obiettivo quello di ottenere una produzione efficiente attraverso il ricollocamento delle risorse a disposizione. La differenza fondamentale fra questo modello orientale e quelli occidentali sta nel fatto che c'è maggiore fiducia nelle potenzialità dell'individuo, che viene messo al centro del progetto al posto delle macchine.
Infatti proprio agli operai spettava il compito di intervenire nel processo di produzione, ciò implicava il fatto che ognuno di loro avesse specifiche competenze tali da metterli nelle condizioni di modificare il ciclo produttivo, se necessario.

## Sociologia della McDonaldizzazione

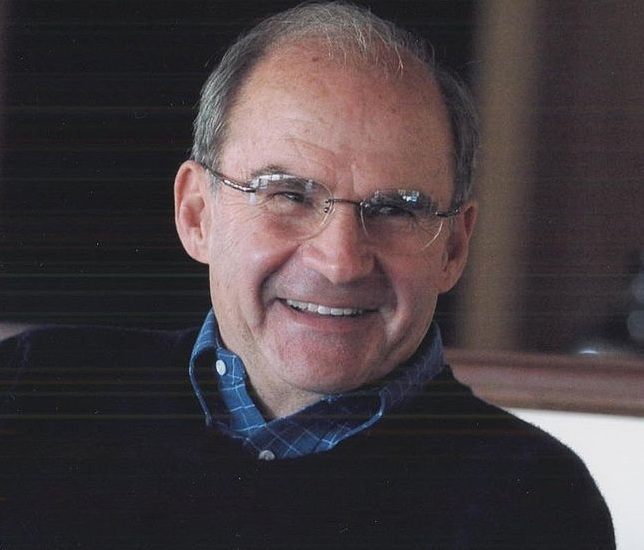
Il sociologo George Ritzer

Ritzer ha elaborato diverse tesi sulla McDonaldizzazione. In particolare, la principale teorizza che nei Paesi sviluppati le più importanti istituzioni sociali tendano a incentrarsi sul principio di standardizzazione e razionalizzazione nella gestione delle risorse economiche e umane assumendo come termine di paragone l'organizzazione del lavoro di McDonald's.
Questo principio di standardizzazione e razionalizzazione era già stato individuato da Max Weber nella società industriale e capitalistica del Novecento. Ritzer, con una prospettiva più contemporanea, sostiene che le società hanno un funzionamento simile all'organizzazione dei ristoranti McDonald's.
La McDonaldizzazione rappresenta "un processo profondo e di ampia portata di cambiamento globale" che coinvolge gran parte delle istituzioni sociali, basato su un modello che presuppone la riproducibilità universale dei principi di efficienza, calcolabilità, prevedibilità e controllo, attraverso la "sostituzione di tecnologia non-umana a quella umana" e la realizzazione della "irrazionalità della razionalità". Queste quattro variabili nell'analisi di Ritzer vengono combinate dalla multinazionale di fast food per offrire i propri servizi, e sono inoltre aspetti che caratterizzano la McDonaldizzazione:
1. Efficienza: ottimizzazione dei processi per portare a compimento un compito. Ogni elemento dell'organizzazione deve essere orientato alla minimizzazione del tempo di azione, perciò i lavoratori seguono sequenze di azioni che permettono di completare il proprio incarico velocemente. Anche i clienti desiderano acquistare e consumare i prodotti in modo rapido ed efficiente.
2. Calcolabilità: obiettivi quantificabili e attenzione alla quantità, piuttosto che alla qualità del prodotto finale. I lavoratori di organizzazioni McDonaldizzate sono valutati in base alla velocità di consegna del prodotto, piuttosto che in base alla qualità del lavoro svolto. Il lavoro è standardizzato per aumentare la velocità di servizio e i volumi di prodotto consegnati. La McDonaldizzazione ha sviluppato nei consumatori la percezione che quantità abbondanti, consegnate in breve tempo possano eguagliare un prodotto di qualità. I consumatori sono spinti a credere che possano ottenere grandi quantità di cibo a poco prezzo.
3. Prevedibilità: servizi standardizzati e uniformi. Con “prevedibilità” Ritzer si riferisce alla spersonalizzazione del luogo di fruizione e del prodotto, quindi le organizzazioni presenteranno gli stessi servizi e gli stessi prodotti ovunque esse siano localizzate nel mondo. Anche ai lavoratori sono assegnate mansioni routinarie, ripetitive, prevedibili, perché possano essere calcolate e controllate.
4. Controllo: standardizzazione dei compiti, servizi e prodotti permette un controllo del lavoro e degli impiegati più efficiente. Secondo Ritzer, è possibile aumentare il controllo sul lavoro umano attraverso le tecnologie. La massima forma di controllo è possibile sostituendo il lavoro umano con tecnologie non-umane.

Il sociologo ha inoltre proposto un quinto aspetto: irrazionalità della razionalità. Questo per spiegare che la razionalizzazione del lavoro proposta dal capitalismo può portare alla disumanizzazione del lavoro dei dipendenti, ma anche dei consumatori. Ritzer ha ripreso il concetto di razionalizzazione da Weber, osservandone gli effetti sulla società contemporanea. Dagli anni ottanta in poi, i consumatori si sono orientati su scelte di consumo sempre più personalizzate che permettono all'individuo di esprimere la propria personalità. McDonald's, operando nel contesto contemporaneo, si è dunque vista costretta ad adattarsi a tale tendenza adattandosi alle specificità delle diverse culture.
La combinazione sistematica di routine e macchinari, per ridurre l'intervento umano al minimo, con il taylorismo manageriale, ovvero la separazione tra le componenti intellettuali e materiali del lavoro, per favorire un costante monitoraggio delle azioni dei dipendenti e la riduzione dei costi. Il significato di McDonaldizzazione risulta da queste considerazioni simile al concetto di iper-razionalizzazione: questo facilita l'assorbimento del sistema produttivo in contesti diversi da quello d'origine. Come affermato da Max Weber, il mondo moderno è caratterizzato dal predominio di sistemi razionali, e il resto del mondo viene facilmente assoggettato a questo schema.
Il veicolo di diffusione del modello McDonald's nelle culture più lontane e più diverse è la globalizzazione. Tale modello è sinonimo di uno stile di vita che viene direttamente dall'America. Infatti la McDonaldizzazione è considerata parte di un processo più vasto, chiamato americanizzazione e definito da Ritzer come "propagazione di idee, usanze, modelli sociali, industria e capitale americani nel mondo". Secondo il sociologo statunitense l'americanizzazione opera automaticamente, senza subire arresti da parte di fenomeni opposti, come processi concorrenti (ad esempio la nipponizzazione) o forze locali. 
Un altro contributo al concetto generale fu fornito da Antonio Gramsci, che individuò come similari i concetti di americanizzazione e fordismo: con il sistema ispirato a Henry Ford, il fondatore del Partito Comunista d'Italia e del quotidiano l'Unità intendeva un processo di combinazione tra taylorismo, tecnologia e cambiamenti culturali, che sfociavano in uno stile di vita raggiunto grazie alla produzione di massa. Americanizzazione e McDonaldizzazione appaiono, a una parte di studiosi, come proiezioni delle ambizioni capitalistiche di nazioni, multinazionali e organizzazioni, le cui forze motrici sono, per le aziende, una crescente redditività, e per gli Stati, l'espansione ideologica mirata all'egemonia politica. Lo stile di vita americano, o meglio American way of life, avrebbe quindi conquistato il mondo intero.
Le cause della diffusione dell'American way of life sono per l'appunto le stesse della McDonaldizzazione:
- Interessi materiali: il profitto è prodotto e ricercato negli Stati Uniti così come nel resto del mondo. Quindi, con l'adozione di questo modello di produzione dei servizi alle persone, si ha l'obiettivo di raggiungere il profitto, interesse perseguito in egual modo in ogni Paese;
- Cultura americana: il mondo è affascinato da tutto ciò che è americano e McDonald's riflette al meglio la cultura americana;
- I cambiamenti che stanno avvenendo nella società americana e nel resto del mondo (es. diffusione dei capitali americani);
- Nel mondo non c'è un'alternativa credibile alla McDonaldizzazione e ad altri aspetti della cultura americana.

Secondo Claude Fischler, l'espansione dei fast food è semplicemente l'effetto dello scambio tra culture operato a livello globale. Per Jack Goody, l'industrializzazione dei sistemi alimentari e la standardizzazione dei sapori appaiono addirittura come processi naturali e inevitabili. All'approccio secondo cui a McDonaldizzazione o "globalizzazione alimentare" segua obbligatoriamente omogeneità, Arjun Appadurai contesta l'eventualità della creolizzazione. Interessante, infine, l'accezione di glocalizzazione adottata da Roland Robertson, come globalizzazione che si autolimita adattandosi al locale: dalla disintegrazione dell'identità nazionale, l'integrazione tra globale e locale porta a una ripresa del senso di nazionalismo.

## La McDonaldizzazione del web
Numerose piattaforme social o piattaforme di blog (Facebook, Wordpress, ecc.) permettono a chi scrive al loro interno o le utilizza per creare contenuti di essere allo stesso tempo un creatore e un fruitore di materiali online, nel gergo multimediale “un prosumer”.
Il prosumer vuole ottenere dei vantaggi per sé o per la sua attività, economici o pubblicitari. La piattaforma cerca, a sua volta, di ottenere vantaggi grazie a un numero elevato di consumatori e creatori. I contenuti che un iscritto al social network crea, aumentano la sua visibilità e aumentano, allo stesso tempo, i ricavi e la visibilità della piattaforma online stessa. Facebook guadagna in questo modo; senza i suoi utenti non esisterebbe.
WordPress pone dei banner sul blog dell'utente iscritto con account gratuito, in modo che la sua (della piattaforma) popolarità aumenti ogni qualvolta un altro utente di Wordpress o un utente esterno visualizzi la pagina del cliente. Se l'utente desidera rimuovere le pubblicità di Wordpress, paga una quota annuale e acquista il dominio della pagina. Se si intende monetizzare la propria pagina, è necessario pagare una quota minima di otto euro al mese. Tuttavia, per ottenere discreti guadagni dalle visualizzazioni, bisogna avere decine di migliaia di views. 
È facile comprendere come la piattaforma guadagni otto euro (minimo) per utente mentre il prosumer non abbia nessuna garanzia di guadagnarci. La piattaforma vince in ogni caso: guadagna economicamente o guadagna in visibilità (che porta a un successivo guadagno economico).
Il blogger ricerca attraverso queste piattaforme la visibilità. La visibilità è importante poiché aumenta le probabilità che un'azienda ti contatti per un lavoro o uno spot pubblicitario di qualsiasi tipo. Perché pagare per un abbonamento premium o business (o di un grado superiore) è importante? Perché pagando, la piattaforma garantisce un grado di indicizzazione sui motori di ricerca maggiore; ciò significa una maggiore visibilità sulla rete e, quindi, anche verso le aziende. 
Google mette in prima pagina i siti web che pagano per essere sponsorizzati. Quei siti sono anche quelli con più interazioni dei clienti e, per una reazione a catena facilmente comprensibile, più interazioni ottieni, più la probabilità che altre persone visitino la tua pagina è alta. Inoltre, per essere molto visibili online, bisogna avere una buona velocità di caricamento della pagina ed è necessario utilizzare tag specifici che permettono all'utente di trovare la pagina desiderata in maniera rapida. Di norma, più si spende per garantire alla propria pagina queste caratteristiche, più la probabilità di ricevere visite online aumenta. 
Si parla di McDonaldizzazione del web poiché sulla rete ogni pagina è monitorata con un sistema che permette (virtualmente) a tutti di guadagnare allo stesso modo ma arricchisce in maniera sostanziosa e certa (anche gli utenti o le aziende possono guadagnare ma non vi è la certezza che ci riescano) solo la piattaforma iniziale o il motore di ricerca. 
Secondo il sociologo George Ritzer, i grandi colossi del mondo digitale (Google, Amazon, Apple, ecc.) stanno intraprendendo un processo di radicalizzazione del concetto di McDonaldizzazione, estremizzando i quattro principi di funzionamento descritti dall'autore: efficienza, calcolabilità, prevedibilità e controllo.
In particolare, il controllo è il concetto che più caratterizza quest'epoca digitale; le industrie sopra citate, avvalendosi dell'aiuto di strumenti efficienti, di algoritmi molto precisi e di previsioni con un alto grado di affidabilità, controllano il mercato e i movimenti degli utenti come mai, prima d'ora, qualcuno era stato in grado di fare.

## Le reazioni alla McDonaldizzazione
La McDonaldizzazione ha contribuito alla generazione di reazioni, perlopiù socio-gastronomiche, che si sono palesate in fenomeni differenti.
Una di queste è la sollecitazione delle sensibilità locali. Infatti la McDonaldizzazione è frutto della globalizzazione, fenomeno che ha generato una controreazione di chiusura. Allo stesso modo, la McDonaldizzazione ha conseguito un'enfasi per i prodotti gastronomici locali naturali, una riscoperta dei sapori tradizionali che nasce forse dall'esigenza di mantenere un contatto solido con la propria terra.

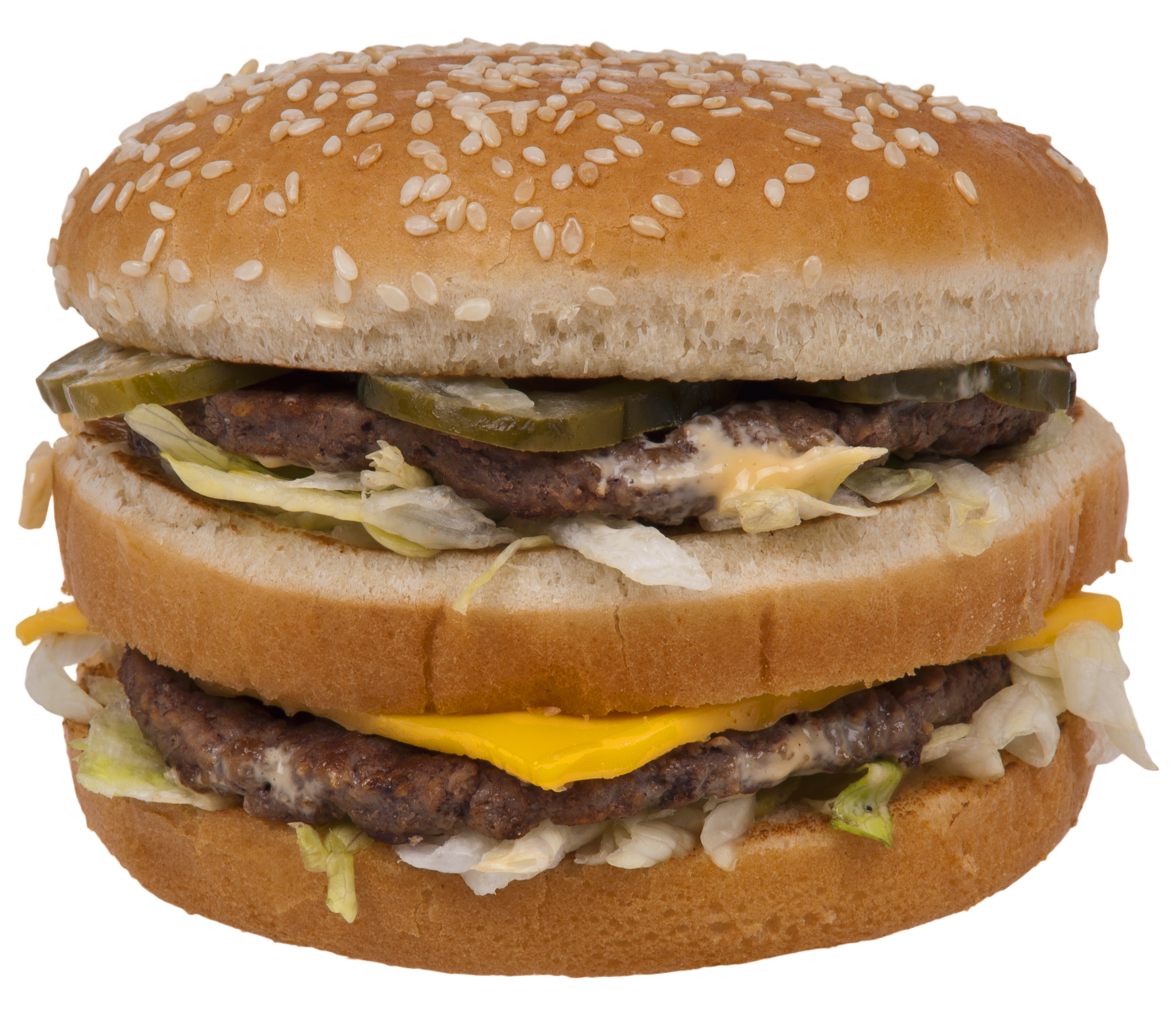
Big Mac

I cibi autoctoni si posizionano per diversi punti di vista in maniera opposta al cibo delle catene di fast food, rendendoli preferibili per diversi motivi:
- Salute: i prodotti dei fast food sono stigmatizzati negativamente come junk food (cibo spazzatura), a causa del loro alto apporto di grassi saturi e zuccheri. La scarsa qualità percepita innesca una domanda di salute e autenticità. I prodotti locali sono invece percepiti come simbolo di genuinità, e diventano così nutrizionalmente e qualitativamente preferibili. Questo è un aspetto fondamentale considerando che una fetta sempre più ampia di persone è sempre più attenta alla propria salute, seguendo spesso diete prive di carne e di derivati della carne.
- Tradizione: la diffusione mondiale di cibo standardizzato ha sollecitato un maggior attaccamento a quello tradizionale, unico e confortante. Infatti la razionalizzazione posta in essere da McDonald's e simili ha conseguito una meccanizzazione nel servizio che li fa percepire come disumanizzati. Si può notare per l'appunto come oggi si parli di comfort food, ossia pietanze con un valore affettivo e nostalgico (es. la zuppa della nonna) con proprietà ristoratrici per lo spirito e il corpo, che si oppongono alla freddezza percepita presso di questi.
- Economia: conseguenza della globalizzazione è un protezionismo economico che susciterebbe la volontà di concedersi pasti presso ristoratori locali per permettere la circolazione del denaro tra produttori del territorio, sebbene l'economicità dei fast food attira ancora oggi numerosissimi clienti e sia un trend che non prevede arresti.
- Sostenibilità ed etica: con l'ausilio dei social media il franchising americano ha subito un grave danno di immagine, venendo etichettato come un'industria della morte. Per anni sono circolati video-bufale sulla produzione di prodotti a base di pollo che ha fatto accapponare la pelle ad animalisti e no. Ma anche chi segue uno stile di vita sostenibile non ha una buona percezione dei fast food, a causa dell'impatto ambientale che producono attraverso elevate emissioni di CO₂, l'utilizzo di additivi chimici, l'impiego di grandi quantitativi di acqua e la fornitura di carne presso allevamenti intensivi (tra le prime cause di inquinamento ambientale). Per questo motivo un trend in ascesa è sicuramente quello di preferire realtà che propongono alimenti sostenibili, meglio se a chilometro zero. Altra questione etica è l'estrema razionalizzazione del lavoro che immerge i dipendenti in un'alienante catena di montaggio frenetica ed estenuante, che percepiscono inoltre salari molto bassi.

Nonostante la crescente presa di coscienza da parte dei consumatori rispetto a McDonald's e alle realtà simili, secondo Ritzer (1993), la McDonaldizzazione non subirà arresti. Sebbene vi siano i sopracitati aspetti critici, essi sono riconosciuti da una minoranza di consumatori e sono nel loro complesso ininfluenti. Infatti l'economicità e il suo “taste” iconico lo rendono a oggi uno tra gli esempi di imprenditorialità di maggior successo e un modello di business sempre più emulato per la sua profittabilità, per il suo vantaggio competitivo fondato sull'efficienza operativa. Si possono ad esempio citare Ryanair e Ikea, che combinano prezzi bassi, standardizzazione, soddisfazione dell'attesa di “non essere sorpresi”, efficace riduzione dei costi interni (es. minor qualità) e, soprattutto per Ikea, una buona comunicazione. 
Altre controtendenze suscitate in reazione alla McDonaldizzazione provengono dalla produzione intensiva e vendita di grandissime quantità di carne a basso costo che caratterizza i franchising di fast food. Una questione che indigna da un punto di vista sia etico, sia salutistico ed ecologico, generando sempre più resistenza. Ciò si traduce in scelte di consumo vegetariane e vegane, ma non solo. Risulta interessante infatti la nascita del movimento internazionale Slow Food nel 1986 (concettualmente opposto al termine “fast food”). Un movimento che si predispone alla tutela del cibo tipico e locale con il motto “buono, pulito e giusto” e che ha lo scopo di ridare valore ai tesori gastronomici territoriali. 

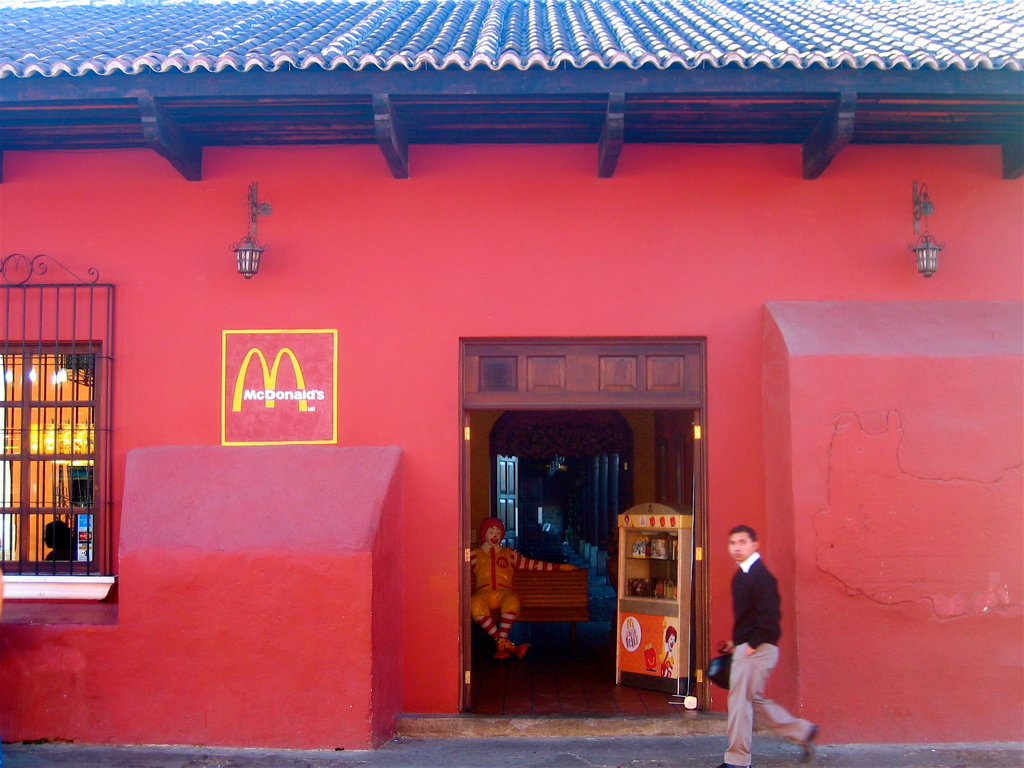
Guatemala: McDonald di Antigua

È bene citare anche come i franchising alimentari come McDonald's siano un fenomeno sociologicamente interessante in quanto rendano due città collocate in angoli opposti del globo simili tra loro. Il fatto di poter ottenere una cartolina identica di Istanbul, Mosca, Città del Messico o Singapore, se da un lato accredita il detto “tutto il mondo è paese”, può essere sconcertante se si pensa al valore della diversità delle architetture urbane, delle tradizioni culturali e gastronomiche nel mondo. 
Ciò ha generato anche fenomeni di glocalizzazione, intesa come l'adattamento di fast food globali alle abitudini consumistiche e culturali locali. L'adattamento di McDonald's ai prodotti territoriali può sembrare paradossale, in quanto si contrappone alla filosofia di standardizzazione che lo caratterizza. Però è stato reso necessario sia per ragioni di adattamento culturale, sia per la crescente esigenza di localizzazione. Per esempio, in Israele si vendono Big Mac senza formaggio per non contravvenire alle norme kosher della cucina ebraica che richiedono la separazione di carne e latticini. In India si servono soprattutto Maharajah Mac, con carne di montone, che possono essere consumati sia dai mussulmani che non mangiano maiale, sia dagli Hindu che non possono cibarsi di carne bovina. Altri esempi sono la Germania, in cui si propongono wurstel e birra, la Norvegia in cui si propongono panini con il salmone e l'Italia in cui si trovano panini con prodotti tipici tra cui l'Asiago, lo speck, il pecorino toscano DOP, la cipolla di Tropea, l'aceto balsamico di Modena IGP. 
Per soddisfare le nuove esigenze della clientela, oltre a fornire prodotti adattati localmente, in alcuni paesi del Nord Europa si propongono già alternative vegane. Vi è inoltre maggior attenzione a comunicare la qualità e la sostenibilità dei prodotti anche attraverso maggiore trasparenza sulla loro provenienza. Un gran lavoro è stato fatto anche sulla sostenibilità, ad esempio attraverso lo sviluppo di un packaging sostenibile e riciclabile.